# 12203 Gehling
12203 Gehling este o planetă minoră (asteroid) din centura de asteroizi. A fost descoperită pe 2 martie 1981 la Observatorul Siding Spring de Schelte J. Bus. 
Obiectul prezintă o orbită caracterizată de o semiaxă mare de 2,9849621 UAi, o excentricitate de 0,07, o înclinație de 8,76318 ° în raport cu ecliptica.